# 張鑑 (成化辛丑進士)
張鑑（1438年—？），字恒明，山東濟南府歷城縣人，民籍，明朝政治人物。

## 生平
山東鄉試第四十九名舉人。成化十七年（1481年）中式辛丑科會試第一百五十一名，三甲第一百八十一名進士。

## 家族
曾祖張思寧；祖父張銘；父張俊，縣丞。母史氏。